# 6405 Komiyama
A 6405 Komiyama (ideiglenes jelöléssel 1992 HJ) a Naprendszer kisbolygóövében található aszteroida. Kusida Josio és Muramacu Oszamu fedezte fel 1992. április 30-án.